# Völsunga saga
 (décembre 2019).
Si vous disposez d'ouvrages ou d'articles de référence ou si vous connaissez des sites web de qualité traitant du thème abordé ici, merci de compléter l'article en donnant les références utiles à sa vérifiabilité et en les liant à la section « Notes et références ».
La Völsunga saga est une saga légendaire nordique d'origine islandaise racontant l'histoire du clan Volsung au cours des générations. C'est une histoire d'aventures, d'amour et de tragédie datant du XIIIe siècle mais ayant des sources provenant de textes plus anciens, comme l'Ancienne Edda. 
Cette saga a influencé d'autres légendes, notamment l'épopée médiévale allemande La Nibelungenlied. Plusieurs interprétations modernes en ont été extraites, notamment le cycle de L'Anneau du Nibelung de Richard Wagner, l'opéra Sigurd d'Ernest Reyer, le poème the Story of Sigurd the Volsung and the Fall of the Niblungs (en) (1870) de William Morris ou les poèmes de J. R. R. Tolkien publiés en 2009 sous le titre La légende de Sigurd et Gudrún.

## Résumé

### Cycle de Sigmundr
1. Óðinn avait un fils, Sigi, qui était un homme puissant. Un jour, alors qu'il chasse en compagnie d'un esclave, Breði, il tue celui-ci. Banni par son père, il devient un grand guerrier et règne sur le pays des Huns. Il a alors un fils, Rerir.
2. Mais les frères de sa femme complotaient et font massacrer toute sa maison. Rerir, qui survécut, réunit une grande armée et vengea son père une fois devenu roi.
Óðinn fit porter à Rerir une pomme par la fille de Hrímnir, transformée en corneille. Après l'avoir mangée, la reine attendit un enfant sans pourtant accoucher durant six hivers. Après la mort de Rérir, elle demanda à ce qu'on lui ouvrit le ventre. Ce fils était Völsungr. Il épousa Hljóð et ils eurent des jumeaux. Sigmundr et Signý.

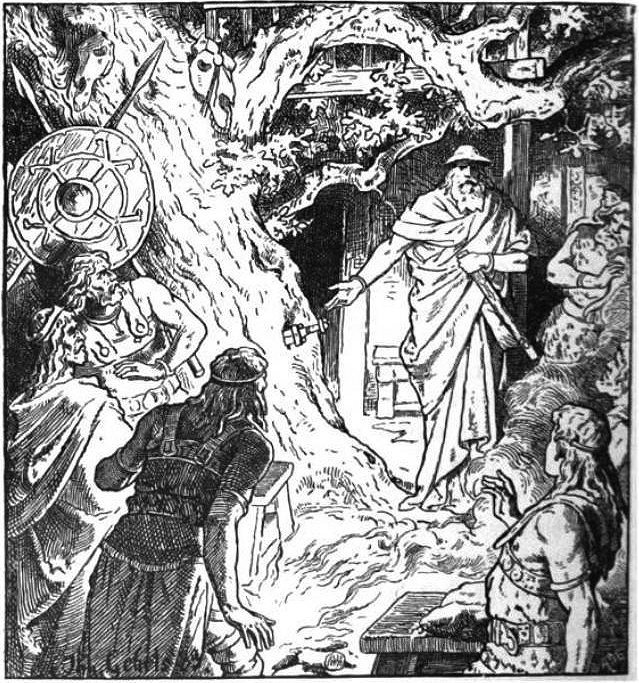
"L'épée de Sigmund" (1889) par Johannes Gehrts.

3. Siggeir, le roi du Gautland, voulait épouser Signy et elle lui fut fiancée. Lors du mariage qui a lieu dans la halle de Völsungr, Óðinn apparait et plonge une épée dans le barnstokkr et annonce que celui qui pourrait l'en retirer posséderait la meilleure épée qui soit. Chacun s'y essaie, mais seul Sigmundr y parvient, ce qui courrouce Siggeir.
4. Le lendemain, Siggeir annonce son intention de quitter le pays, mais propose aux Völsungr de se rendre en Gautland afin de poursuivre le mariage selon la coutume.
5. Alors que le roi Völsungr, ses fils et son armée ont débarqué. Signy les avertit de la trahison de Siggeir. Mais le roi refuse de fuir et préfère l'affronter. Au cours de la bataille qui les oppose, Völsungr meurt, et seuls survivent ses dix fils, qui sont faits prisonniers.
Ils doivent être exécutés, mais Signy intercède afin, allègue-t-elle, de prolonger leurs souffrances. Ils sont ainsi immobilisés et l'un après l'autre sont chaque nuit dévorés par une louve. La dixième nuit, Signy fait enduire de miel le visage de Sigmundr et celui-ci parvient à vaincre l'animal en lui arrachant la langue.
6. Signy retrouve alors son frère jumeau et le cache dans un souterrain. Lorsque son fils aîné a dix ans, elle l'envoie servir son frère. Pour l'éprouver, Sigmundr demande à l'enfant de préparer du pain mais celui-ci n'ose pas car le sac de farine contient une bête vivante. Sigmundr le tue alors, ainsi que le second fils de Signy qui éprouve la même peur.
7. Signy change de forme avec une magicienne et, sous cette nouvelle apparence, rend visite à Sigmundr. Elle reste trois nuits auprès de lui et, en rentrant, enfante Sinfjötli. Celui-ci est envoyé à l'âge de dix ans auprès de Sigmundr, et accepte de pétrir le pain. Sigmundr l'épargne alors, lui annonçant qu'il a pétri dans le pain un serpent venimeux.
8. Sigmundr entreprend l'éducation guerrière de Sinfjötli, notamment, il parcourt le Gautland en sa compagnie et ils acquièrent un soir leur forme de loups. Quand ils estiment pouvoir affronter Siggeir, ils se rendent à sa halle et assassinent ses deux fils. Ils sont toutefois fait prisonniers.

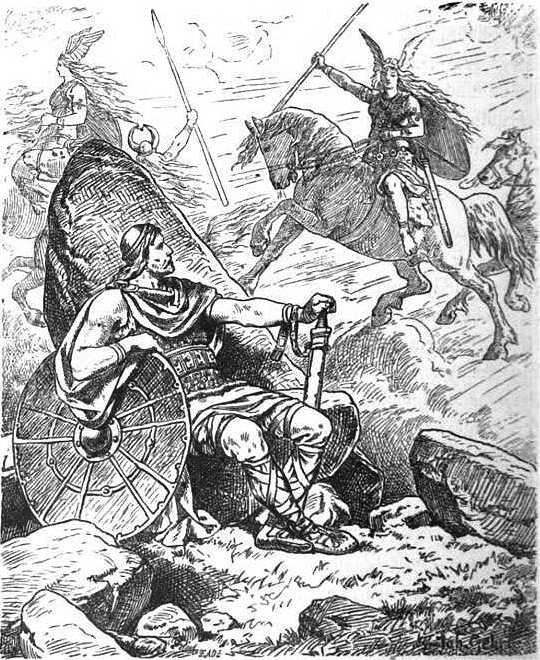
"Helgi et Sigrún" (1901) par Johannes Gehrts.

Sur le conseil de Signy, ils sont emmurés vivants et séparés par une lourde dalle. Mais Signy leur a fait passer l'épée Gramr, dissimulée dans de la paille. Les deux guerriers s'échappent en sciant la roche et incendient la halle de Siggeir. Dans l'embrasement, Signy révèle à son mari et à Sigmundr ce qu'elle a réalisé pour accomplir sa vengeance puis rejoint le bûcher où périt toute la maison du roi.
De retour au pays de Völsungr, Sigmundr devient roi, prend Borghild pour femme et a deux fils, Helgi et Hámundr.
9. Alors qu'il est devenu  roi, Helgi remporte une grande bataille contre les Hundingar. Il rencontre ensuite Sigrún, qu'il veut épouser, elle qui est promise à Höðbroddr, fils de Granmarr. Il réunit en conséquence une grande armée et se rend, assisté de Sinfjötli à Gnúpalundr.
Après s'être rituellement insultés, les deux hommes et leur armée se livrent bataille à Frekasteinn, Helgi remporte la victoire et épouse Sigrún en même temps qu'il conquiert le pays.
10. Sinfjötli dispute également une femme, promise au frère de Borghildr, et finit par le tuer. Sa sœur demande à Sigmundr l'exil de son fils, mais ne pouvant l'obtenir, décide de l'assassiner. Lors du banquet de funérailles, elle tente de l'empoisonner. Par deux fois, Sinfjötli, méfiant, transmet la coupe empoisonnée à son père qui la boit, mais à la troisième, le roi, trop ivre, lui commande de boire la coupe en la filtrant avec sa barbe.

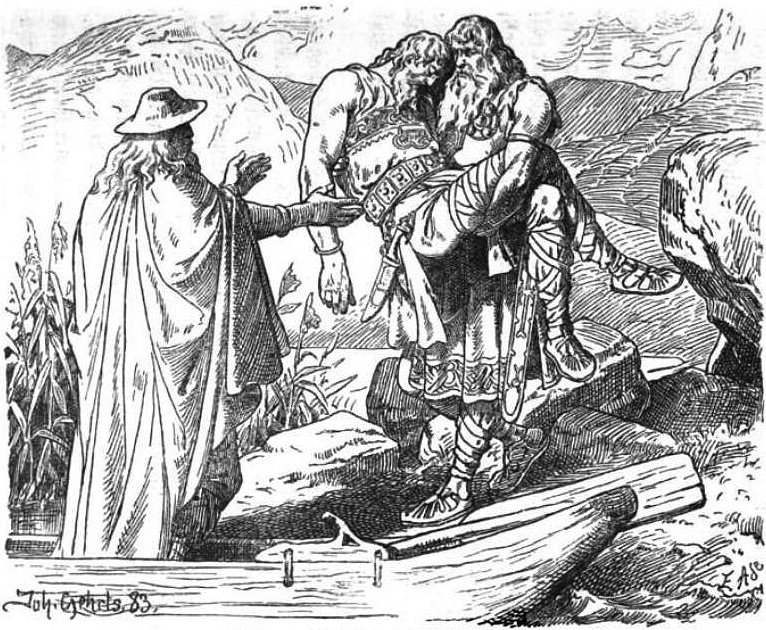
"Odin emporte le corps de Sinfjötli" (1883) par Johannes Gehrts.

Ainsi meurt Sinfjötli. Son père amène le corps près de la berge où il est récupéré par un vieil homme sur une barque, il s'agit d'Óðinn.
11. Sigmundr doit prendre donc une nouvelle femme et son choix se porte sur Hjördis, fille du roi Eylimi. Mais les fils de Hundigr lui déclarent la guerre. Sigmund conduit vaillamment la bataille, mais au cours de celle-ci, Óðinn intervient et brandit sa lance contre lui, Sigmundr la frappe et son épée se brise en deux morceaux.
12. Hjördis assiste à la mort de Sigmundr, qui lui demande d'élever le fils qu'elle porte afin qu'il brandisse un jour l'épée Gramr. Álfr, le fils du roi du Danemark, la capture ainsi que sa servante. Elles ont interverti leur rôle mais le danois s'en aperçoit vite et épouse Hjördis.

### Cycle de Sigurðr
13. Hjördis enfante un fils, Sigurðr, qui est élevé par Reginn, fils de Hreidmarr. Celui-ci le presse de revendiquer ce qui tient à son mérite. Sigurðr va donc trouver son père pour obtenir un cheval, avec l'aide d'Óðinn, il choisit Grani. Puis Reginn évoque le trésor de Fáfnir qui sommeille à Gnitaheithr.
14. Reginn raconte comment Loki, Odinn et Hoenir tuèrent une loutre durant leur voyage, qui s'avéra être son frère Otr. Son père et son frère firent prisonniers les Ases et réclamèrent en tribut que la peau de loutre soit recouverte d'or. Loki obligea par la ruse le nain Andvari à remettre tout son or. Il s'exécuta mais maudit un anneau qui faisait partie du trésor,  l'Andvaranaut. Il servit à recouvrir la moustache de la loutre pleine d'or. Puis Fáfnir tua Hreidmarr et prit l'or, se changeant en dragon.
Sigurðr demande aussitôt à Reginn de lui forger une épée telle qu'il pourra vaincre le serpent.
15. Reginn travaille une première épée, mais celle-ci se brise lorsque Sigurðr la frappe sur l'enclume du forgeron, la seconde également. Sigurðr rend visite alors à  sa mère qui lui remet les deux morceaux de Gramr. Reginn la répare et Sigurðr ne peut la détruire.
16. Il s'en va ensuite trouver son oncle Gripir, qui est prophète. Celui-ci lui révèle son avenir après mainte hésitation. Sigurðr promet à Reginn de tuer le dragon, mais désire tout d'abord venger son père.
17. Le héros réunit une armée et une flotte afin de se rendre chez les Hundigar. Lors de la traversée, il fait embarquer un vieillard, qui n'est autre qu'Óðinn, sur son dreki.
Le roi Lyngui fait lever des troupes et se porte à la rencontre de Sigurðr. Mais Sigurðr se déchaîne lors de la bataille et occis tous les Hundigar.
18. Reginn réitère à Sigurðr sa demande. Il lui conseille pour tuer Fáfnir de creuser une fosse depuis laquelle il transpercera le cœur du serpent. Mais Óðinn prévient le héros qu'ainsi, il serait noyé dans le sang du dragon. Aussi creuse-t-il plusieurs tranchées.
Ainsi Sigurðr tue Fáfnir, mais le dragon, dans son agonie, lui révèle la malédiction qui pèse sur l'Or.
19. Reginn félicite Sigurðr et lui demande de faire cuire le cœur de Fáfnir pour lui. Ce faisant, le guerrier porte son doigt à la bouche et goûte du sang. Il peut alors comprendre le langage des oiseaux qui l'avertissent des traîtres projets de Reginn tout en lui signalant l'existence d'une vierge endormie au sommet d'une montagne enflammée. Sigurðr décapite donc Reginn, s'empare du trésor et part à la conquête de Brynhildr.
20. Sigurðr se rend à Hindarfjáll, où une muraille de feu se dresse devant lui, qui est en fait un leurre. Il aperçoit alors une femme endormie, Brynhildr, et défait sa broigne de son épée. Elle consent à épouser ce héros qui ne connaît pas la peur, mais lui veut éprouver la sagesse de la valkyrie. Elle lui enseigne alors la signification des runes.
21. Sigurðr veut en savoir plus. Brynhildr lui donne donc encore des conseils de sagesse. Ils se fiancent ensuite.
22. Ce chapitre est destiné à décrire Sigurðr Fáfnisbani. Celui-ci est grand, fort et altier.
23. Sigurðr se rend chez Alsviðr, le neveu de Brynhildr, qui l'accueille chaleureusement. Dans sa halle, il conte son aventure à toute la maison.
24. Alors que Sigurðr traverse un jour une forêt, son faucon s'envole et vient se percher sur la fenêtre d'une tour. Il aperçoit alors Brynhildr et la trouve à son goût. Il la rencontre, mais elle lui prédit qu'il épousera plutôt Guðrún, fille de Gjúki. Néanmoins, il réitère son serment de fiançailles et lui offre l'Andvaranaut.
25. Chez la puissante famille des Gjúkungar, Gundrun est troublée par un songe, elle se rend chez la sage Brynhildr qui doit le lui éclairer. Celle-ci prédit que Sigurðr, ensorcelé par Grimhíldr, viendra épouser Guðrún. Elle dévoile également tout ce qui arrivera par la suite.
26. Sigurðr se rend une fois chez le roi Gjúki. Il fait si forte impression à sa halle que Grimhíldr, la reine sorcière, décide de lui faire épouser sa fille Guðrún. À cette fin, elle lui fait boire une corne d'hydromel qui lui fait oublier Brynhildr. Dès lors, il accepte d'épouser la princesse tandis que la valkyrie est promise à Gunnar.
27. Les guerriers Gunnar et Sigurðr se mettent donc en route pour conquérir la vierge au bouclier. Or, sa demeure est entourée de flammes que Gunnar ne sait traverser, même en chevauchant Grani. Sigurðr propose alors d'échanger sa forme avec le roi, et parvient à rencontrer la valkyrie. Il dort trois nuits auprès d'elle mais dépose son épée Gramr entre eux deux. Il récupère ensuite l'Andvaranaut et lui offre un autre anneau d'or.
28. Un jour que Brynhildr et Guðrún se lavent dans le Rhin, une dispute éclate, au cours de laquelle Guðrún révèle la tromperie par laquelle Brynhildr fut mariée à Gunnar. Le lendemain, Brynhildr se lamente et promet de se venger.
29. Gunnar s'inquiète de voir sa femme alitée. Elle l'accuse alors de l'avoir abusée et se lamente des jours durant. Sigurðr vient donc à sa rencontre. Toutes deux se remémorent alors leurs promesses, et Sigurðr dévoile le sort qui les attend chacun. Gunnarr revient auprès de Brynhildr, qui lui réclame la mort de Sigurðr.
30. Résolus à faire assassiner Sigurðr, Högni et Gunnar demandent à Guthormr de commettre le meurtre, car lui seul n'est pas tenu par serment. Ils l'y excitent par sorcellerie. Par deux fois, le prince tente alors de se rendre dans la chambre de Sigurðr, mais celui-ci l'aperçoit. La troisième, il parvient à le transpercer de son épée, l'homme se réveille et lance Gramr à travers la salle de telle sorte qu'elle découpe Guthormr.
31. Prise de remords, Brynhildr annonce à son mari sa volonté de mourir. Elle révèle à Gunnar son avenir. Le corps de Sigurðr est brûlé, ainsi que celui d'Aslaug, lui aussi assassiné. Brynhildr les rejoint sur le bûcher.

### Cycle d'Atli
32. Pour compenser la mort de Sigurðr et de son fils, il est prévu une fête. De nombreux rois sont invités et Grimhíldr veut marier Guðrún à Atli, le roi Hun. Mais celle-ci refuse, la sorcière lui fait alors boire un breuvage magique. Guðrún est ensuite mariée de force, tout en promettant de se venger.
33. La vie commune se trouve être froide, et Atli se met à songer à l'or des Gjúkungar. Il envoie alors un messager, Vingi, les inviter en son royaume afin, prétend-il, de leur donner son pouvoir. La reine perçoit les intentions de son mari et joint à l'invitation un message runique gravé sur un anneau d'or. Vingi le voit et en modifie le sens.
Gunnarr reçoit l'invitation et Högni, méfiant, lui conseille de ne pas y répondre. Mais les rois s'enivrent et devant la perspective d'obtenir un royaume, décident de se rendre chez les Huns.
34. Kostbera, la femme de Högni, lit à nouveau les runes et décrypte le véritable message de Guðrún. Elle en avertit alors son mari, mais celui-ci rejette son interprétation, ainsi que toutes ses prédictions funestes.
35. Glaumvör, la nouvelle femme de Gunnar, a également fait de mauvais rêves annonçant la fin des Gjúkungar. Tous les héros font néanmoins leurs adieux, conscients de ne peut-être pas revenir. Rendus au palais d'Atli, ils sont avertis par Vingi des véritables intentions d'Atli, ils le battent à mort.
36. Une rude bataille s'engage entre les Budlungar et les Gjúkungar. Guðrún y participe, enfilant une broigne et saisissant une épée. Alors que la matinée s'achève, les deux armées sont affaiblies.
37. Gunnarr et Högni sont cependant en sous-nombre et bientôt, malgré leur vaillance, sont faits prisonniers. Atli demande à Gunnarr où se trouve l'or, et celui-ci demande auparavant à voir le cœur saignant de son frère. Les huns lui apportent alors le cœur d'un esclave, mais le roi n'est pas dupe : il reconnaît là le cœur d'un couard et non celui du hardi guerrier. En conséquence, on tue Högni. La nouvelle fait sourire son frère qui déclare que désormais, personne ne dévoilera l'emplacement où se trouve l'or du Rhin.
Le roi est ensuite jeté dans une fosse à serpents. Guðrún lui envoie une harpe et il parvient, en jouant de ses orteils, à endormir les reptiles. Une vipère survit cependant et le tue.
38. Atli veut après cela se réconcilier avec Guðrún. Elle feint de l'accepter et fait organiser une fête. Mais au cours de celle-ci, elle sert au roi les cœurs rôtis de ses fils et le fait boire dans leur crâne serti. Enfin, avec Hníflungr, le fils d'Högni, elle assassine le roi durant son sommeil et incendie sa halle. Les Budlungar périssent tous.
39. Guðrún veut maintenant mourir. Elle tente de se noyer mais la houle l'emporte jusqu'au royaume de Jónakr. Celui-ci, un puissant roi, l'épouse. Ils ont ensemble trois fils. Svanhildr, la fille de Sigurðr, est élevée avec eux. Elle est la plus belle des femmes.
40. Un roi, Jörmunrekkr, entend parler de Svanhildr. Il désire alors l'épouser et dépêche son fils Randvér et son conseiller Bikki pour cela. Jónakr accepte le mariage et Svanhildr est envoyée. Mais au cours du voyage, Bikki convainc le prince de garder Svanhildr pour lui-même.Arrivé à la cour du roi, il dénonce le couple qui est mis à mort.
41. Étant à nouveau désireuse de se venger, Guðrún encourage ses fils à prendre les armes contre Jörmunrekkr, ce qu'ils se résignent à faire. Puis elle se lamente, à la fois sur les malheurs qui l'ont accablée et sur ceux qu'elle engendra.
42. Hamðir et Sörli interrogent leur frère Erpr sur l'aide qu'il apportera. Il répond :

« Je vous aiderai comme la main aide le bras, ou le pied la jambe »

Interprétant cela comme un refus, ils le tuent. Mais peu après, chacun trébuche. Hamðir se rattrape sur la main, et Sörli se récupère sur son autre pied. Les deux frères comprennent alors leur méprise. Arrivés chez Jörmunrekkr, ils lui tranchent pieds et mains, mais sans Erpr, il n'y a personne pour le décapiter.
Le roi appelle alors ses guerriers. Guðrún avait enchanté les armures de ses fils afin qu'elles ne craignent pas le fer, mais seulement la pierre. Ils combattent donc longtemps quand Óðinn survient et recommande aux guerriers de lapider les deux frères. C'est ainsi que se finissent leurs jours.

## Éditions
- La Saga des Völsungar, traduction de F. Wagner, Paris, 1958. Notice Bnf
- Vǫlsunga saga. The saga of the Volsungs. The Icelandic Text According to MS Nks 1824 b, 4° With an English Translation, Introduction and Notes by Kaaren Grimstad. 2nd ed. AQ-Verlag, Saarbrücken 2005[2].